# Hermes (Automarke)

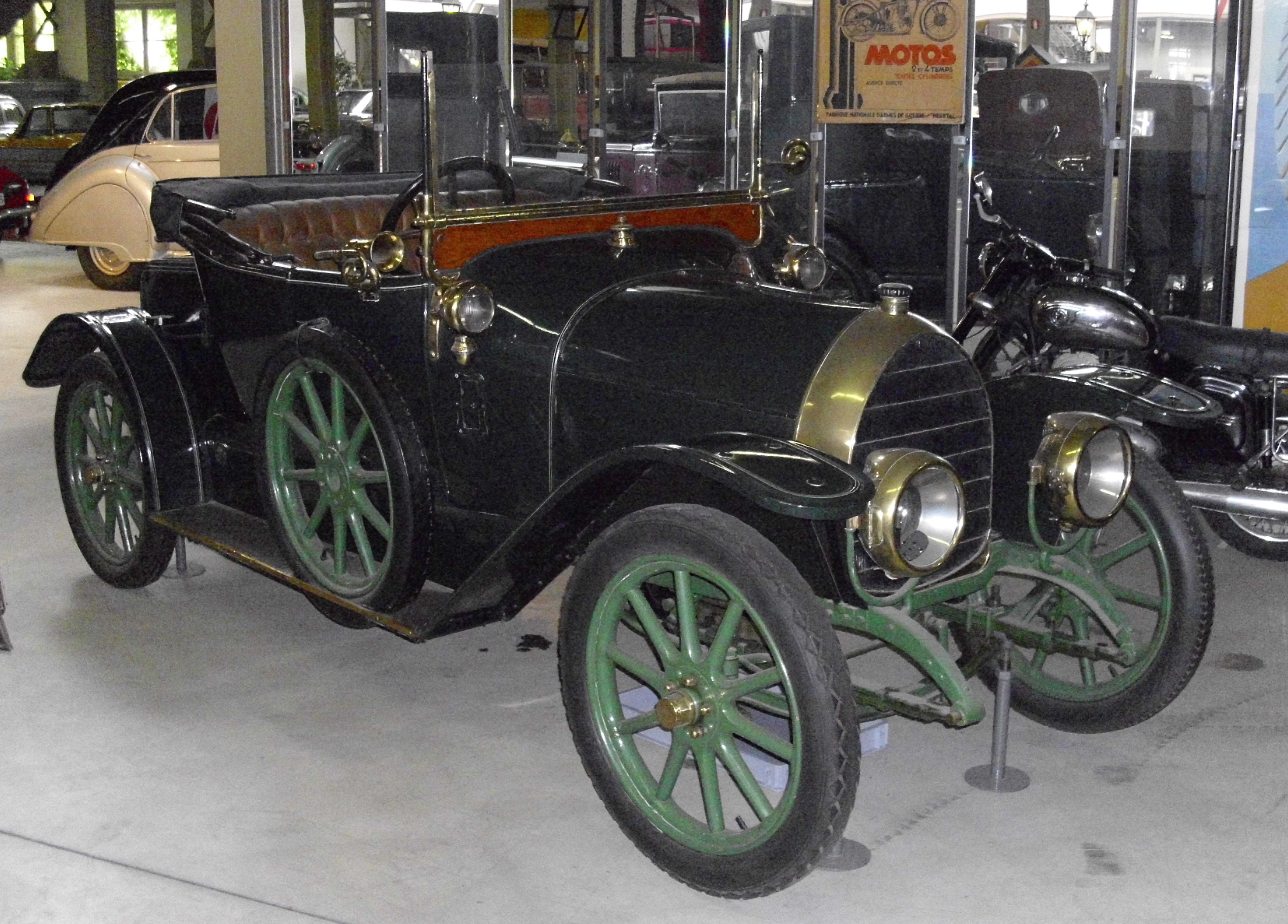
Hermes von 1912

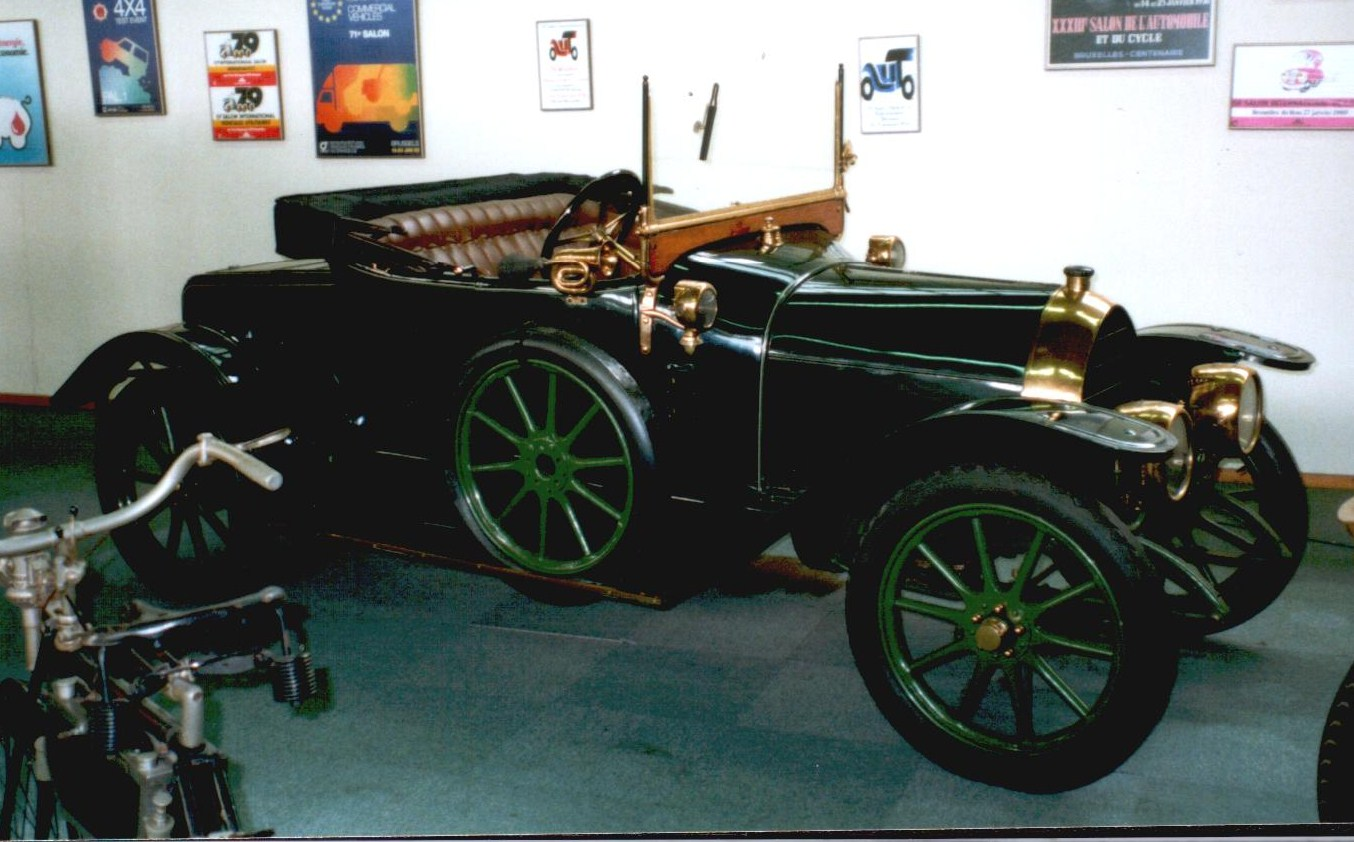
Hermes von 1912

Hermes, gelegentlich auch als Mathis-Hermes und Mathis type Hermes bezeichnet, war eine belgische Automarke. Es bestand keine Verbindung zur SA Hermès, die am gleichen Ort unter dem gleichen Markennamen drei Jahre vorher Fahrzeuge herstellte.

## Unternehmensgeschichte
Das Unternehmen SA Appareils Mécaniques et Engrenages aus Bressoux begann 1912 unter der Leitung von Dambiermont mit der Produktion von Automobilen. 1914 endete die Produktion.

## Fahrzeuge
Die Fahrzeuge waren von Modellen von Mathis abgeleitet und hatten Vierzylindermotoren. Der Motor des 8 CV bzw. 8/10 CV hatte 1460 cm³ Hubraum, der 12 CV 1847 cm³ Hubraum und der 16 CV bzw. 16/20 CV 3054 cm³ Hubraum.
Ein Fahrzeug existiert noch und ist im Automuseum Autoworld Brussels in Brüssel zu besichtigen.